# Park stanowy Wallace Falls
Park stanowy Wallace Falls (ang. Wallace Falls State Park) – park stanowy leżący w zachodniej części amerykańskiego stanu Waszyngton w hrabstwie Snohomish, na północny wschód od Seattle.

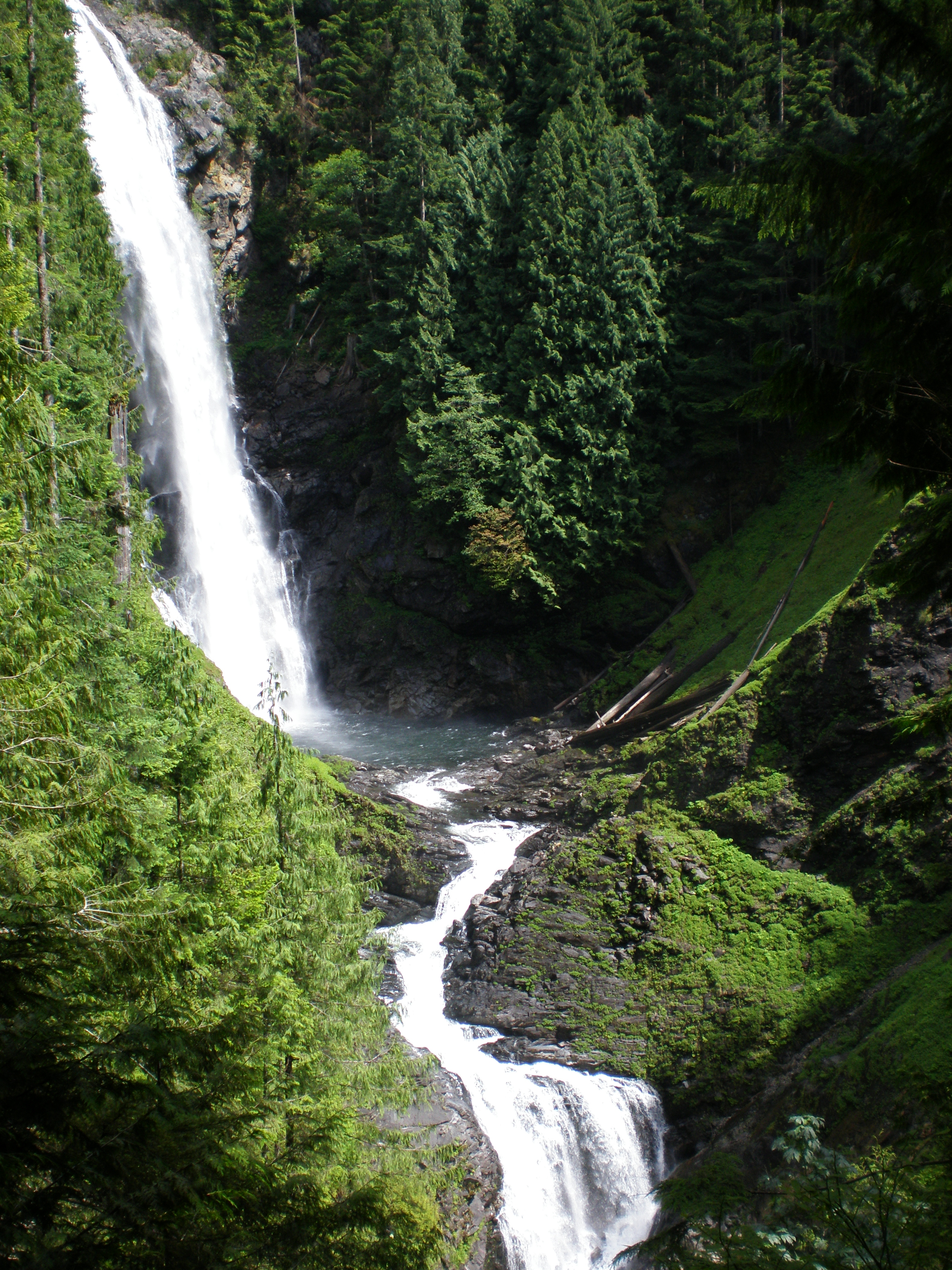
Widok na górny i środkowy fragment Wallace Falls

Park leży w Górach Kaskadowych, obejmuje głównie rejon rzeki Wallace River, a zwłaszcza jej dwa rozgałęzienia łączące się na terenie parku, a także fragment rzeki Skykomish. Na północnym, dłuższym (North Fork Wallace River), znajdują się trzy jeziora: Wallace Lake, Jay Lake i Shaw Lake. Wzdłuż tego rozgałęzienia prowadzi szereg szlaków pieszych oraz kolarskich. Na południowym rozgałęzieniu znajduje się trzystopniowy wodospad Wallace Falls o łącznej długości 112 m. Park leży na wysokości 21 m n.p.m. i zajmuje powierzchnię 1916 ha.
Po terenie parku znajduje się 12 mil szlaków pieszych, łączących się ze szlakami znajdującymi się poza terenem parku a także szlaki kolarstwa górskiego. Ponadto na terenie parku są warunki do uprawiania kajakarstwa górskiego a na jeziorze jest rampa umożliwiająca spuszczenie łodzi. Na terenie parku są dwa pola kempingowe wyposażone w toalety i prysznice a także pięć domków kempingowych do wynajęcia.